# Karl-Wilson Aimable
Pour les articles homonymes, voir Aimable.
Karl-Wilson Aimable, né en 2004 à Cayenne en Guyane, est un nageur franco-sénégalais concourant sous les couleurs du Sénégal dans les compétitions internationales. Il est le frère du nageur Steven Aimable.

## Carrière
Karl-Wilson Aimable remporte aux Championnats d'Afrique de natation 2021 à Accra la médaille de bronze sur 4 × 100 mètres nage libre et sur 4 × 200 mètres nage libre.
Il obtient aux Championnats d'Afrique de natation 2022 à Tunis la médaille de bronze sur 4 × 100 mètres nage libre.